# Protosmia devia
Protosmia devia är en biart som beskrevs av Borek Tkalcu 1978. Protosmia devia ingår i släktet Protosmia och familjen buksamlarbin. Inga underarter finns listade i Catalogue of Life.